# Grenade à main type 97
Pour les articles homonymes, voir Type 97.
La grenade à main type 97 (ou plus simplement grenade type 97) est la grenade de base utilisée par l'armée impériale et la marine impériale japonaise, pendant la Seconde Guerre mondiale.

## Histoire et développement
La grenade à main type 91, inventée en 1931, peut aussi être utilisée comme une grenade à fragmentation, et comme munition pour les lanceurs de grenade type 89. Sa puissance explosive est donc plus faible et le délai de détonation relativement plus long qu'une grenade manuelle. Pour répondre à ces problèmes, le Bureau technique de l'Armée développe un nouveau concept, la grenade type 97, qui voit le jour en 1937.

## Conception

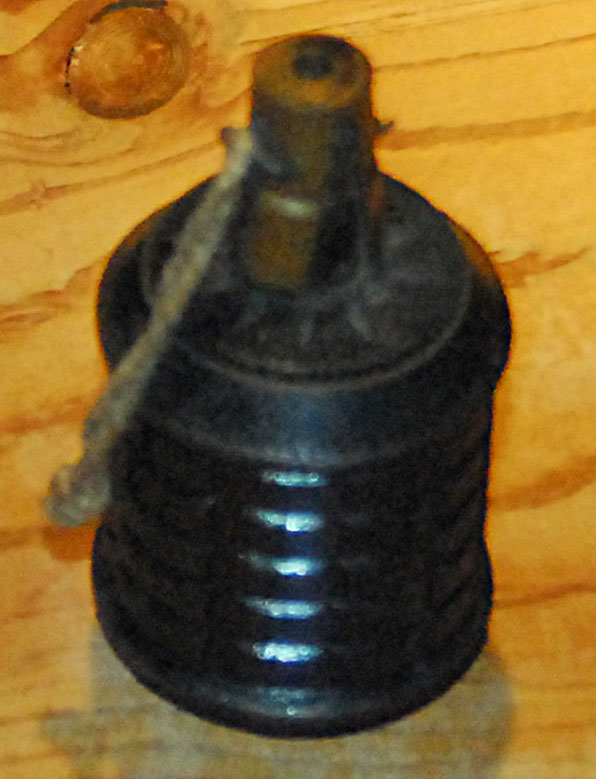
Une grenade Type 97 dans un musée.

La type 97 a les mêmes principes de conception que la plupart des grenades à fragmentation de la même période.  De forme cylindrique, elle a une enveloppe de fer sillonnée. Des rainures sur le corps la font ressembler à un ananas.  
Pour l'activer, il faut d'abord visser le percuteur, de sorte qu'il dépasse de la base de la grenade. Puis, la goupille de sécurité doit être retirée en tirant sur la corde à laquelle elle est reliée ; le capuchon de protection couvrant le percuteur pouvant ainsi être retiré. Un coup violent contre une surface dure, comme un rocher ou casque de combat, permet d'actionner un ressort et d'écraser un bouchon en laiton mince, permettant à l'épingle de frapper l'amorce et d'allumer la mèche avant de lancer la grenade sur la cible. 
Par rapport aux grenades à main alliées de l'époque, la force explosive des type 97 est plus faible, et en raison de l'absence d'un mécanisme d'allumage automatique, la durée avant l'explosion est variable ce qui la rend peu fiable.
Visuellement, la type 97 est presque impossible à distinguer de la type 91, sauf qu'elle n'a pas d'attache sur la base de la cartouche propulsive. Une étiquette avertit du plus court délai d'explosion (quatre à cinq secondes).
Elle ne peut pas être utilisée depuis un lance-grenades.